# Isoxya tabulata
Isoxya tabulata är en spindelart som först beskrevs av Tord Tamerlan Teodor Thorell 1859.  Isoxya tabulata ingår i släktet Isoxya och familjen hjulspindlar. Inga underarter finns listade i Catalogue of Life.